# Fidena nigrivittata
Fidena nigrivittata är en tvåvingeart som först beskrevs av Macquart 1850.  Fidena nigrivittata ingår i släktet Fidena och familjen bromsar. Inga underarter finns listade i Catalogue of Life.